# Премія Гарві
Пре́мія Га́рві (англ. Harvey Prize, івр. פרס הארווי) — міжнародна премія в галузі науки і техніки, яку щорічно присуджує Техніон (Хайфа) науковцям за видатні досягнення у медицині, природничих та гуманітарних науках, а також, за внесок у мир на Близькому Сході.

## Загальна інформація
Дві премії вручають щорічно, з 1972 року, науковцям незалежно від їхньої расової, національної, релігійної приналежності, громадянства та статі. Грошова частина нагороди становить 75 тисяч доларів США. Вона виплачується з Фонду імені Ліни П. Гарві. Фонд заснований сім'єю Гарві (Ліною і Лео Гарві, каліфорнійського підприємця та винахідника) й переданий у безстровкове управління товариству друзів Техніона.
Зазвичай, премію Гарві не присуджують нобелівським лауреатам, а також лауреатам премії Вольфа. Винятком є кандидати, що номінуються за нові (або відмінні від уже відзначених нагородами) роботи. Деякі лауреати премії Гарві уже згодом отримали Нобелівську премію.
Згідно зі статутом Фонду, однією з умов отримання премії Гарві є приїзд лауреата у статусі гостя Техніону до Ізраїлю та участь у місячному турне науково-дослідницькими інститутами й університетами країни з читанням лекцій про свої наукові досягнення. Тексти цих лекцій публікуються у «Наукових доповідях лауреатів премії Гарві», що видаються регулярно.

## Лауреати
| Лауреат                                      | Країна              | Галузь                                 | Предмет |
| 1972 рік                                     | 1972 рік            | 1972 рік                               | 1972 рік |
| -------------------------------------------- | ------------------- | -------------------------------------- | --- |
| Віллем Кольф                                 | США                 | Медицина                               | Впровадження у клінічну практику апарата «Штучна нирка» Оригінальний текст (англ.) [«In recognition of his contribution to human health through his invention of the artificial kidney»] Помилка: {{Lang}}: не вказано код мови (допомога) |
| Клод Шеннон                                  | США                 | Прикладна математика                   | Вирішальний внесок у створення теорії інформації Оригінальний текст (англ.) [«In recognition of his contribution to science and technology through his mathematical theory of communication now known as the Science of Information Theory»] Помилка: {{Lang}}: не вказано код мови (допомога) |
| 1974 рік                                     |                     |                                        | |
| Алан Коттрелл                                | Велика Британія     | Фізика                                 | Нове теоретичне пояснення механічних властивостей речовини Оригінальний текст (англ.) [«In recognition of his contribution to science and technology through his comprehensive theories concerning the mechanical properties of materials»] Помилка: {{Lang}}: не вказано код мови (допомога) |
| Гершом Шолем                                 | Ізраїль             | Гуманітарні науки                      | На знак визнання його внеску в літературу глибокого розуміння життя і звичаїв народів Близького Сходу через висвітлення результатів досліджень єврейського містицизму Оригінальний текст (англ.) [«In recognition of his contribution to literature of profound insight into the life and mores of the peoples of the Middle East through his illuminating studies in Jewish mysticism»] Помилка: {{Lang}}: не вказано код мови (допомога) |
| 1975 рік                                     |                     |                                        | |
| Георг Клейн                                  | Швеція              | Медицина                               | Відкриття з імунології раку Оригінальний текст (англ.) [«In recognition of his contribution to human health through his discoveries in cancer immunology»] Помилка: {{Lang}}: не вказано код мови (допомога) |
| Едвард Теллер                                | США                 | Фізика                                 | За зроблені відкриття в атомній, ядерній і фізиці твердого тіла та їх практичне застосування для виробництва енергії Оригінальний текст (англ.) [«In recognition of his contribution to science and technology through his discoveries in atomic, nuclear and solid state physics and their practical application for the production of energy»] Помилка: {{Lang}}: не вказано код мови (допомога) |
| 1976 рік                                     |                     |                                        | |
| Шаул Ліберман                                | США                 | Гуманітарні науки                      | На знак визнання досліджень цивілізацій народів Близького Сходу в елліністичному та римському періодах, а також за великі та глибокі коментарі джерел талмудичної літератури Оригінальний текст (англ.) [«In recognition of his investigations into the civilizations of the peoples of the Middle East in the Hellenistic and Roman periods, and for his great and profound commentaries on the sources of Talmudic literature»] Помилка: {{Lang}}: не вказано код мови (допомога) |
| Герман Френсіс Марк                          | США                 | Хімія                                  | На занк визнання внеску у науку, технологію та освіту у галузі полімерів та пластиків Оригінальний текст (англ.) [«In recognition of his contribution to science and technology through his pioneering research, continuing studies, and educational efforts in the field of polymers and plastics»] Помилка: {{Lang}}: не вказано код мови (допомога) |
| 1977 рік                                     |                     |                                        | |
| Сеймур Бензер                                | США                 | Медицина                               | Відкриття в галузі молекулярної генетики Оригінальний текст (англ.) [«I n recognition of his contribution to human health through his discoveries in molecular genetics and behaviour, which inspired the work and thoughts of a whole generation of modern experimental biologists»] Помилка: {{Lang}}: не вказано код мови (допомога) |
| Фрімен Дайсон                                | США                 | Фізика                                 | Досягнення у квантовій електродинаміці Оригінальний текст (англ.) [«In recognition of his contribution to science and technology through his work in the fields of quantum electrodynamics, ferromagnetism, field theory, statistical mechanics and the stability of matter»] Помилка: {{Lang}}: не вказано код мови (допомога) |
| 1978 рік                                     |                     |                                        | |
| Бернард Льюїс                                | США                 | Гуманітарні науки                      | Фундаментальні дослідження цивілізації Близького Сходу Оригінальний текст (англ.) [«In recognition of his profound insight into the life and mores of the peoples of the Middle East through his writings, which have increased awareness and understanding of Middle Eastern civilizations in academic and popular spheres.»] Помилка: {{Lang}}: не вказано код мови (допомога) |
| Ісаак Валь                                   | Ізраїль             | Агрономія                              | Нові методи підвищення урожайності та якості злакових культур Оригінальний текст (англ.) [« In recognition of his research and techniques in the improvement of cereal grains, which have inspired today’s generation of scientists seeking to provide adequate food supplies for an ever-growing world population»] Помилка: {{Lang}}: не вказано код мови (допомога) |
| 1979 рік                                     |                     |                                        | |
| Едвін Герберт Ленд                           | США                 | Фізика                                 | Принципово нові застосування у науці і техніці явища поляризації світла Оригінальний текст (англ.) [«»] Помилка: {{Lang}}: не вказано код мови (допомога) |
| Ефраїм Ракер                                 | США                 | Біохімія                               | Вирішальний внесок у дослідження енергетичних процесів у живій клітині Оригінальний текст (англ.) [«In recognition of his fundamental contributions to the understanding of the complex process by which living beings harness energy, and the application of this knowledge to the correction of metabolic aberrations found in the diseased cell»] Помилка: {{Lang}}: не вказано код мови (допомога) |
| 1980 рік                                     |                     |                                        | |
| Шломо Дов Гойтейн                            | США Ізраїль         | Гуманітарні науки                      | Основоположні у сходознавстві праці з історії, культури, побуту та економіки євреїв і арабів в мусульманських країнах у середні віки Оригінальний текст (англ.) [«In recognition of his monumental work on the everyday life, culture, society and economy of Jews and non-Jews in Moslem countries in the Middle Ages, and his numerous contributions in the field of Jewish and Arab history»] Помилка: {{Lang}}: не вказано код мови (допомога) |
| Міхаель Озер Рабин                           | Ізраїль             | Прикладна математика                   | Важливий внесок у розвиток комп'ютерних наук Оригінальний текст (англ.) [«In recognition of his outstanding contributions to computer theory. His ground-breaking work has served as a source of inspiration to computer scientists, thus setting the course of modern computer science»] Помилка: {{Lang}}: не вказано код мови (допомога) |
| 1981 рік                                     |                     |                                        | |
| Ганс Костерліц                               | Велика Британія     | Біохімія                               | Важливі результати у біохімії та фармакотерапії мозку Оригінальний текст (англ.) [«For his work on the discovery, identification and pharmacology of naturally occuring encephalins and opiates in the brain, which has exerted an all-embracing influence on neuroscientists working on the biochemistry and pharmacology of the brain»] Помилка: {{Lang}}: не вказано код мови (допомога) |
| Джеймс Лайтхілл                              | Велика Британія     | Фізика                                 | Загальновизнаний внесок у механіку рідин Оригінальний текст (англ.) [«In recognition of his pioneering research in fluid mechanics and his leadership in the application of mathematics to the engineering and biological sciences»] Помилка: {{Lang}}: не вказано код мови (допомога) |
| 1982 рік                                     |                     |                                        | |
| Ганс Якоб Полоцький                          | Ізраїль             | Семітологія                            | За визнання його видатного внеску у вивчення мов Близького Сходу, що призвело до глибшого розуміння культурних звичаїв його народів Оригінальний текст (англ.) [«In recognition of his outstanding contribution to the study of the languages of the Middle East leading to deeper insight into the cultural mores of its peoples.»] Помилка: {{Lang}}: не вказано код мови (допомога) |
| Елвін Вайнберг                               | США                 | Фізика                                 | Значний внесок у ядерну фізику і технологію використання ядерної енергії у мирних цілях Оригінальний текст (англ.) [«In recognition of his invaluable contribution to the field of nuclear physics and to the development of nuclear energy technology for peaceful purposes»] Помилка: {{Lang}}: не вказано код мови (допомога) |
| 1983 рік                                     |                     |                                        | |
| Ісраель Ауманн                               | Ізраїль             | Математика                             | Успішне застосування теорії ігор для математичного моделювання Оригінальний текст (англ.) [«In recognition of his central role in the development of mathematical economics and game theory. His major contributions have been to the problems of markets with many traders; by idealizing to a "continuum" of participants he was able to exploit the sophisticated tools of mathematics of continua»] Помилка: {{Lang}}: не вказано код мови (допомога) |
| Філіп Ледер                                  | США                 | Генетика                               | Нові методи дослідження структури та функцій гена Оригінальний текст (англ.) [«In recognition of his outstanding contribution to the field of molecular genetics through the development of novel methods of analysis of gene structure and function»] Помилка: {{Lang}}: не вказано код мови (допомога) |
| 1984 рік                                     |                     |                                        | |
| Франц Розенталь                              | США                 | Гуманітарні науки                      | Фундаментальні дослідження арамейської мови, її діалектів та арабської літератури Оригінальний текст (англ.) [«In recognition of his outstanding contribution to the deeper understanding of two important aspects of Semitic culture, namely the Aramaic language and Arabic literature; of his work on Aramaic and its offshoots to the organization of a comprehensive handbook of Aramaic dialects»] Помилка: {{Lang}}: не вказано код мови (допомога) |
| Сорокін Петро Питиримович                    | США                 | Фізика                                 | Значний внесок у розвиток квантової електроніки і лазерів Оригінальний текст (англ.) [«In recognition of his outstanding contributions to the development of lasers and quantum electronics. His major contributions have been the invention of the dye laser and the tunable laser sources»] Помилка: {{Lang}}: не вказано код мови (допомога) |
| 1985 рік                                     |                     |                                        | |
| Джордж Данціг                                | США                 | Прикладна математика                   | Створення симплексного методу у теорії програмування Оригінальний текст (англ.) [«In recognition of his outstanding contribution to engineering and the sciences through his pioneering work in mathematical programming and his development of the simplex method. His work permits the solution of many previously intractable problems and has made linear programming into one of the most frequently used techniques of modern applied mathematics»] Помилка: {{Lang}}: не вказано код мови (допомога) |
| Барнетт Розенберг                            | США                 | Медицина                               | Відкриття ефективності та впровадження у клінічну практику платинових компаундів для лікування деяких видів раку Оригінальний текст (англ.) [«In recognition of his outstanding contribution to medical research through his pioneering discovery of the value of platinum-based compounds, notably cis-platin, in treatment of testicular, ovarian and other cancers, and his persistence in proving their effectiveness»] Помилка: {{Lang}}: не вказано код мови (допомога) |
| 1986 рік                                     |                     |                                        | |
| Пол Лотербур                                 | США                 | Природничі науки                       | Розроблення принцово нових методів використання техніки ядерного магнітного резонансу для дослідження живої тканини Оригінальний текст (англ.) [«In recognition of his outstanding contribution to science and technology through his development of nuclear magnetic resonance techniques for generating images of the tissues of living organisms, an advance with many promising applications in medicine»] Помилка: {{Lang}}: не вказано код мови (допомога) |
| Бенджамін Мазар                              | Ізраїль             | Археологія                             | На знак визнання його унікальної роботи та досягнень у галузі археології, географії та історії Ізраїлю і народу Ізраїлю та його видатний внесок у дослідження культур Близького Сходу та узгодження результатів з біблійним писанням Оригінальний текст (англ.) [«In recognition of his unique work and achievements in the field of archaeology, geography and history of Eretz Israel and the people of Israel - and his outstanding contribution to the investigation of the cultures of the Middle East and coordination of results with the Scriptures of the Bible»] Помилка: {{Lang}}: не вказано код мови (допомога) |
| 1987 рік                                     |                     |                                        | |
| П'єр Шамбон                                  | Франція             | Молекулярна біологія                   | Фундаментальний внесок у цитогенетику, зокрема, глибше розуміння структури та регулювальної функції гена Оригінальний текст (англ.) [«In recognition of his outstanding and fundamental contributions to the understanding of gene structure and regulation, the characterization of mammalian enhancer sequences and the analysis of steroid hormone binding sites; work which has opened new avenues in molecular biology and the genetic eukaryotic cells»] Помилка: {{Lang}}: не вказано код мови (допомога) |
| Сідні Бреннер                                | Велика Британія     | Молекулярна біологія                   | Дослідження генетики бактерій і нематодів та створення на цій основі сучасної моделі розвитку та диференціації багатоклітинних організмів Оригінальний текст (англ.) [«In recognition of his pioneering contributions to molecular biology, in particular the invention of negative staining electron microscopy, his work on bacterial genetics and the solution of the genetic code, and his foundation of the field of nematode molecular genetics which has provided a major model for studies in the development and differentiation of multicellular organisms»] Помилка: {{Lang}}: не вказано код мови (допомога) |
| 1988 рік                                     |                     |                                        | |
| П'єр Жиль де Жен                             | Франція             | Фізика                                 | Важливі результати у вивчення надпровідності металів та сплавів Оригінальний текст (англ.) [«In recognition of his contributions to condensed matter physics through his work in the fields of superconductivity, liquid crystals, polymer physics and colloid and interface science»] Помилка: {{Lang}}: не вказано код мови (допомога) |
| 1989 рік                                     |                     |                                        | |
| Бенуа Мандельброт                            | США                 | Природничі науки                       | Теоретичні розробки, що зробили великий вплив на фізику, астрономію, географію, хімію, теорію інформації, економіку і прикладну математику Оригінальний текст (англ.) [«In recognition of his contribution to the development of the theory of fractals which has had a great impact on a variety of fields including physics, astronomy geography, chemistry, information theory, economics and applied mathematics»] Помилка: {{Lang}}: не вказано код мови (допомога) |
| 1990 рік                                     |                     |                                        | |
| Роберт Деннард                               | США                 | Комп'ютерні науки                      | Створення однотранзисторної динамічної комірки пам'яті запам'ятовувальних пристроїв комп'ютерів Оригінальний текст (англ.) [«In recognition of his invention of the one-transistor dynamic memory cell which is the basis for the one-device DRAM (dynamic random access memory) memory chip used worldwide in computers and for his contribution to the scaling theory which has been widely used in the miniaturization of MOSFET (metal oxide semiconductor field-effect transistor) integrated circuits.»] Помилка: {{Lang}}: не вказано код мови (допомога) |
| 1991 рік                                     |                     |                                        | |
| Жак-Луї Ліонс                                | Франція             | Прикладна математика                   | Створення сучасної математичної теорії управління Оригінальний текст (англ.) [«In recognition of creating modern control theory in all its aspects and its application to physics and engineering, of his pioneering work in applying methods of functional analysis in the theory of linear as well as non-linear partial differential equations and numerical analysis and of his many contributions to applied mathematics - starting from the construction of mathematical models to practical problems, then giving a theoretic solution to these problems and ending up with numerical and algorithmic methods for computing them»] Помилка: {{Lang}}: не вказано код мови (допомога) |
| Берт Закман                                  | Німеччина           | Медицина                               | На знак визнання його проривних досягнень у розробці техніки затискачів, які революціонізували сучасну електрофізіологію, дозволяючи вивчати одиночні іонні канали, та його значний внесок у застосування цього підходу до вивчення іонних каналів на молекулярному рівні з використанням методів генної інженерії Оригінальний текст (англ.) [«In recognition of his breakthrough achievements in developing the patch clamp technique which revolutionized modern electrophysiology by enabling studies of single ion channels, and of his significant contribution to the application of this approach to study ion channels on the molecular level utilizing genetic engineering techniques»] Помилка: {{Lang}}: не вказано код мови (допомога) |
| 1992 рік                                     |                     |                                        | |
| М. С. Горбачов                               | СРСР                | Політичний і громадський діяч          | За високу оцінку його найважливіших ініціатив, які мали глибокий вплив на міжнародні відносини й поліпшили якість життя сотень мільйонів людей. Його політика проявилася близкосхідному регіоні в зменшенні напруженості, у скороченні гонки озброєнь і у сприянні співпраці між Ізраїлем і його сусідами. Більше того, його прогресивний гуманітарний підхід дозволив еміграцію євреїв і поклав край переслідуванню єврейської культури та релігії в Радянському Союзі Оригінальний текст (англ.) [«In appreciation of his seminal initiatives which had a profound impact on international relations and improved the quality of life of hundreds of millions of people. His policies manifested themselves in our region in the lessening of tensions, in a reduction in the arms race and in the promotion of cooperation between Israel and its neighbours. Moreover, his progressive humanitarian approach permitted emigration of the Jews and put an end to the persecution of Jewish culture and religion in the Soviet Union»] Помилка: {{Lang}}: не вказано код мови (допомога) |
| Амнон Ярів                                   | США                 | Фізика                                 | В знак визнання його новаторського внеску в оптико-електроніку, що привів до розробки високошвидкісних і стабільних твердотільних лазерів Оригінальний текст (англ.) [«In recognition of his pioneering contributions to opto-electronics, wave propagation in crystals and nonlinear and phase conjugate optics, and his demonstration of semiconductor-based integrated optics technology leading to the development of high-speed and stable solid state lasers»] Помилка: {{Lang}}: не вказано код мови (допомога) |
| 1993 рік                                     |                     |                                        | |
| Гіллель Фюрстенберг                          | Ізраїль             | Математика                             | Ергодична теорія, топологічна динаміка тощо Оригінальний текст (англ.) [«In recognition of his fundamental, ground-breaking work in ergodic theory and probability, Lie groups and topological dynamics. His recent brilliant application of some of these tools to resolve previously open problems in combinatorial number theory marked the dawn of a new era in this subject»] Помилка: {{Lang}}: не вказано код мови (допомога) |
| Ерік Кендел                                  | США                 | Медицина                               | В знак визнання його унікального і фундаментального внеску у пояснення клітинної і молекулярної основи навчання та пам'яті Оригінальний текст (англ.) [«In recognition of his unique and fundamental contribution to the explication of the cellular and molecular basis of learning and memory»] Помилка: {{Lang}}: не вказано код мови (допомога) |
| Річард Зейр                                  | США                 | Хімія                                  | На знак визнання його унікального внеску у розуміння хімічних реакцій на молекулярному рівні, які трансформували сучасну хімію. Він показав, як лазерна спектроскопія може бути використана для вивчення хімічних процесів, і застосував свої методи також до розв'язання актуальних проблем хімічного аналізу. Оригінальний текст (англ.) [«In recognition of his unique contributions to the understanding of chemical reactions at the molecular level, which have transformed modern chemistry. He showed how laser spectroscopies can be used to study chemical processes, and has applied his methods also to the solution of open problems in chemical analysis»] Помилка: {{Lang}}: не вказано код мови (допомога) |
| 1994 рік                                     |                     |                                        | |
| Володимир Арнольд                            | Росія               | Математика                             | На знак визнання його основного внеску в теорію стійкості динамічних систем, його новаторської роботи з теорії сингулярності та плідних внесків до аналізу та геометрії Оригінальний текст (англ.) [«In recognition of his basic contribution to the stability theory of Dynamical Systems, his pioneering work on singularity theory and seminal contributions to analysis and geometry»] Помилка: {{Lang}}: не вказано код мови (допомога) |
| Роберт Вайнберг                              | США                 | Медицина                               | На знак визнання його видатних досліджень з молекулярної біології раку. Його робота заклала фундамент сучасним дослідженням злоякісного процесу, які повинні сприяти розробці кращих методів лікування та профілактики раку Оригінальний текст (англ.) [«In recognition of his outstanding research on the molecular biology of cancer. His major contributions have been the isolation of the first oncogene from human cancer and of a tumor suppressor gene whose loss of function promotes retinoblastoma. He also made important contributions to the understanding of the collaboration of different types of oncogenes in tumor formation. This work has laid the fundation to modern research on the malignant process, which should help develop better methods of treatment and prevention of cancer»] Помилка: {{Lang}}: не вказано код мови (допомога) |
| 1995 рік                                     |                     |                                        | |
| Джон Кан                                     | США                 | Фізика                                 | Термодинаміка і кінетика фазових трансформацій Оригінальний текст (англ.) [«In recognition of his pioneering work on the theory of phase separation - spinodal decomposition, his basic contribution to wetting and wetting transition and fundamental studies of interfaces and quasi-periodic crystals»] Помилка: {{Lang}}: не вказано код мови (допомога) |
| Дональд Кнут                                 | США                 | Теоретичні комп'ютерні науки           | На знак визнання його глибокого і тривалого внеску в теорію обчислень, програмного забезпечення, мов програмування, математики і верстки, його новаторська робота з аналізу алгоритмів тая граматик атрибутів, і його розвитку TEX і METAFONT, як надзвичайно практичні, елегантні, революційні і дуже актуальні у реалізації автоматизованого набору тексту Оригінальний текст (англ.) [«In recognition of his deep and lasting contributions to theory of computation, software, programming languages, mathematics and typesetting, his pioneering work on analysis of algorithms and attribute grammars, and his development of TEX and METAFONT, both immensely practical, elegant, revolutionary, and very popular advances to computer-aided typesetting»] Помилка: {{Lang}}: не вказано код мови (допомога) |
| 1996 рік                                     |                     |                                        | |
| Кларенс Лілліхей                             | США                 | Медицина                               | Хірургія на відкритому серці Оригінальний текст (англ.) [«In recognition of his pioneering role in the introduction, innovation and development of open heart surgery and his seminal contributions to the invention of the heart-lung machine and the pacemaker»] Помилка: {{Lang}}: не вказано код мови (допомога) |
| Клод Коен-Таннуджі                           | Франція             | Фізика                                 | Квантова механіка Оригінальний текст (англ.) [«In recognition of his contributions to modern quantum optics, in particular, development of new optical detection methods, laser spectroscopy, optical pumping, and laser trapping and cooling of atoms, leading to the lowest temperatures attained by man»] Помилка: {{Lang}}: не вказано код мови (допомога) |
| 1997 рік                                     |                     |                                        | |
| Роджер Корнберг                              | США                 | Хімія                                  | Молекулярна біологія Оригінальний текст (англ.) [«In recognition of his outstanding research on the structure and expression of genes in eukaryotic organisms. His major contributions include: The discovery of the structure of the nucleosome, the basic repeating unit of chromatin. Spectacular and pioneering studies on the structure and function of the large enzymatic complexes which carry out the process of RNA transcription, the first step in the expression of genes»] Помилка: {{Lang}}: не вказано код мови (допомога) |
| 1998 рік                                     |                     |                                        | |
| Річард Карп                                  | США                 | Комп'ютерні науки прикладна математика | На знак визнання його лідерства та досягнень в області теоретичної інформатики та операційних досліджень, зокрема за його фундаментальний внесок у розробку численних комбінаторних алгоритмів Оригінальний текст (англ.) [«In recognition of his leadership and achievements in the areas of theoretical computer science and operations research, in particular for his fundamental contributions to the development of numerous combinatorical algorithms»] Помилка: {{Lang}}: не вказано код мови (допомога) |
| Баррі Шарплесс                               | США                 | Хімія                                  | Стереоселективні реакції оксидації Оригінальний текст (англ.) [«In recognition of his outstanding research in organic chemistry, in particular, for his pioneering contributions in the field of catalytic asymmetric synthesis, which has had major impact on organic synthesis»] Помилка: {{Lang}}: не вказано код мови (допомога) |
| 1999 рік                                     |                     |                                        | |
| Елізабет Блекберн                            | США                 | Біологія                               | Генетичні процеси, пов'язані з раком і старінням Оригінальний текст (англ.) [«In recognition of her pioneering discoveries and leadership in the rapidly evolving field of research on telomers, the ends of chromosomes. Her work has had a major impact on aging research and has led to novel approaches to cancer diagnostics and therapy»] Помилка: {{Lang}}: не вказано код мови (допомога) |
| Роберт Галлагер                              | США                 | Електротехніка                         | Теорія інформації і системи зв'язку Оригінальний текст (англ.) [«In recognition of his pioneering work and fundamental contributions to Information and Coding Theories and for his profound insight into the Theory of Computer Networking, which have inspired the work of many generations of communication engineers and scientists»] Помилка: {{Lang}}: не вказано код мови (допомога) |
| 2000 рік                                     |                     |                                        | |
| Девід Гросс                                  | США                 | Фізика                                 | Элементарні частинки Оригінальний текст (англ.) [«In recognition for his many contributions to all aspects of elementary particle physics and in particular for the discovery of the "Asymptotic Freedom" property of the strong interactions among the most elementary constituents of matter»] Помилка: {{Lang}}: не вказано код мови (допомога) |
| Гаррі Баркус Грей                            | США                 | Хімія                                  | Перенос електронів Оригінальний текст (англ.) [«In recognition for his pioneering contributions to inorganic and bioinorganic chemistry. In particular for his studies of reaction mechanisms and the nature of the chemical bond in transition metal complexes and of the long-range electron transfer in proteins»] Помилка: {{Lang}}: не вказано код мови (допомога) |
| 2001 рік                                     |                     |                                        | |
| Берт Фогельштейн                             | США                 | Медицина                               | Генетичний аналіз схильності до захворювання раком Оригінальний текст (англ.) [«In recognition of his research that resulted in the establishment of a detailed genetic model, which links the formation and progression of colorectal cancer with sequential mutations in specific proto-oncogenes and tumor suppressor genes. He has also identified mutations in specific genes that protect cells against damage to their genomes. These mutations cause genomic instability and promote the formation and progression of tumors. Professor Vogelstein's pioneering discoveries have profoundly changed our understanding of the causes of human cancer»] Помилка: {{Lang}}: не вказано код мови (допомога) |
| Джим Піблс                                   | США                 | Астрофізика                            | Космологія Оригінальний текст (англ.) [«In recognition of his classic work on cosmic microwave background radiation and setting the physical basis for the hot big bang theory. For his seminal contributions to the understanding of the origin of our universe, the creation of the lightest elements, and the formation of galaxies and clustering. For his leadership in defining the challenges of modern cosmology during the last forty years] Помилка: {{Lang}}: не вказано код мови (допомога) |
| 2002 рік                                     |                     |                                        | |
| Ада Йонат                                    | Ізраїль             | Біофізика                              | Структурна біологія Оригінальний текст (англ.) [«In recognition for her pioneering crystallographic studies on the ribosome, initiated more than a decade before other scientists were ready to tackle such a bold venture. In particular, for her discoveries in structural biology that have shed light on the makeup and function of the ribosome, the protein synthetic machinery of living cells. These discoveries have led to the rational design of new antibiotic drugs»] Помилка: {{Lang}}: не вказано код мови (допомога) |
| Пітер Дерван                                 | США                 | Біоорганічна хімія                     | На знак визнання його новаторських досліджень, що заклали основи для регулювання генів малими молекулами Оригінальний текст (англ.) [«In recognition for his pioneering studies that have laid down the foundations for gene regulation by small molecules. In particular, for combining the art of organic synthesis, physical chemistry and biology to create novel synthetic molecules, with high affinity and sequence specificity, comparable to Nature's proteins for any predetermined sequence of the genetic material, DNA. This approach holds profound potential implications for human medicine»] Помилка: {{Lang}}: не вказано код мови (допомога) |
| 2003 рік                                     |                     |                                        | |
| Роберт Ленджер                               | США                 | Медицина                               | На знак визнання його новаторських і постійних досліджень у галузі біомедичної інженерії, біоматеріалів, тканинної інженерії та біотехнології Оригінальний текст (англ.) [«In recognition of his pioneering and ongoing research in biomedical engineering, biomaterials, tissue engineering and biotechnology and his outstanding achievements in these areas. By synthesizing rationally designed polymers he was able to perform controlled and localized drug release. Other polymers he synthesized are widely applied in gene-therapy and enzyme immobilization. He is one of the pioneers of tissue engineering and his scientific discoveries have saved and enhanced the lives of millions of people»] Помилка: {{Lang}}: не вказано код мови (допомога) |
| 2004 рік                                     |                     |                                        | |
| Артур Ешкін                                  | США                 | Фізика                                 | На знак визнання його новаторських теоретичних і експериментальних досліджень з маніпуляції частинками з використанням силами лазерного світла, включаючи винахід «оптичних пінцетів», які революціонізували атомну і біологічну фізику, і на його основні внески в нелінійну оптику Оригінальний текст (англ.) [«In recognition of his pioneering theoretical and experimental research on manipulation of particles by laser light forces, including the invention of "optical tweezers", which revolutionized atomic and biological physics, and for his basic contributions to nonlinear optics»] Помилка: {{Lang}}: не вказано код мови (допомога) |
| Вайн Гендріксон                              | США                 | Молекулярна біофізика                  | На знак визнання його основоположних науково-технічних досягнень, які революціонізували область структурної біології Оригінальний текст (англ.) [«In recognition of his seminal scientific and technological accomplishments that have revolutionized the field of structural biology. His pioneering work has illuminated issues that are in the forefront of biology and medicine, leading to the enhancement of human health. His achievements continue to shed light on the pathological processes of devastating diseases, such as cystic fribrosis and AIDS»] Помилка: {{Lang}}: не вказано код мови (допомога) |
| 2005 рік                                     |                     |                                        | |
| Едвард Віттен                                | США                 | Математична фізика                     | Квантова теорія поля Оригінальний текст (англ.) [«For his work on Superstring Theory, which has created a revolution in theoretical Physics and Mathematics and has attracted many of the brightest scientists in the world. Professor Witten has been the leading figure in building this framework, which bridges the widest chasm in physics, that between Quantum Theory and Gravitation»] Помилка: {{Lang}}: не вказано код мови (допомога) |
| Вольфганг Баумайстер                         | Німеччина           | Біохімія                               | Визначення структури великих молекулярних комплексів Оригінальний текст (англ.) [«For his discovery of new macromolecular complexes essential for protein folding and degradation and for his contributions to understanding chaperonins and proteasomes. He has also played a pioneering role in the development of cryoelectron tomography, a technique which makes possible high-resolution visualization of supramolecular structures within cells»] Помилка: {{Lang}}: не вказано код мови (допомога) |
| 2006 рік                                     |                     |                                        | |
| Чарльз Беннетт                               | США                 | Астрофізика                            | Кількісні характеристики всесвіту Оригінальний текст (англ.) [«In recognition of his significant advancement of the knowledge of cosmology through pioneering measurements of the Cosmic Microwave Background. Initial groundbreaking work using NASA's Cosmic Background Explorer satellite was followed by his leadership of NASA's Wilkinson Microwave Anisotropy Probe project, which led to the precise determination of the age, composition and curvature of the universe»] Помилка: {{Lang}}: не вказано код мови (допомога) |
| Рональд Марк Еванс                           | США                 | Біологія                               | За успіхи у дослідженнях в галузі молекулярної генетики метаболічних захворювань і раку Оригінальний текст (англ.) [«In recognition of his discovery of a super-family of genes encoding nuclear hormone receptors and the elucidation of their universal ability to affect gene expression and thereby virtually every developmental and metabolic pathway. Professor Evans' work is already yielding benefits in drug discovery for cancer, muscular dystrophies, osteoporosis, type II diabetes, obesity, and cardiovascular diseases»] Помилка: {{Lang}}: не вказано код мови (допомога) |
| 2007 рік                                     |                     |                                        | |
| Міхаель Гретцель                             | Швейцарія           | Фотохімія                              | На знак визнання його піонером дослідження енергетичних і електронних реакцій перенесення в мезоскопічних матеріалах та їх оптоелектронних застосуваннях. Його робота привела до ґрунтовних досліджень в області мезоскопічних напівпровідників і стимулювала широкий фронт нових досліджень і, зокрема, сприяла створенню нового типу сонячних елементів на основі нанокристалічних оксидних напівпровідникових плівок Оригінальний текст (англ.) [«In recognition of his pioneered research on energy and electron transfer reactions in mesoscopic-materials and their optoelectronic applications. His work led to ground breaking studies in the area of mesoscopic semiconductors and has stimulated a wide front of new research and leading, in particular, to the invention of a new type of solar cell based on nanocrystalline oxide semiconductor films. The prototype of this new photovoltaic family is the dye-sensitized solar cell (DSC). These cells operate in an entirely different fashion than conventional solar p/n junction semiconductor photovoltaic devices, mimicking the principles of natural photosynthesis. Professor Graetzel’s revolutionary discovery achieved for the first time the separation of solar light harvesting and charge carrier transport in a photovoltaic conversion process.»] Помилка: {{Lang}}: не вказано код мови (допомога) |
| Стівен Гарріс                                | США                 | Фізика                                 | На знак визнання його новаторських експериментальних і теоретичних внесків у фундаментальні дослідження в багатьох областях квантової електроніки, лазерної фізики, нелінійної оптики та генерування екстремального ультрафіолетового лазерного випромінювання Оригінальний текст (англ.) [«In recognition of his pioneering experimental and theoretical contributions to basic research in numerous areas of quantum electronics, laser physics, nonlinear optics, and generation of extreme-ultraviolet laser light. Noted groundbreaking achievement includes the discovery of Electromagnetically-Induced Transparency (EIT) and its implementations in lasing without population-inversion, nonlinear optics at maximal coherence, and for slowing down of light to incredibly low velocities»] Помилка: {{Lang}}: не вказано код мови (допомога) |
| 2008 рік                                     |                     |                                        | |
| Чарльз Беннетт                               | США                 | Квантова механіка                      | На відзнаку його головної ролі у створенні та просуванні області квантової інформації та квантових обчислень, винайшовши абсолютно нові способи розуміння фундаментальних квантових явищ і тим самим сполучивши фізику з галузями інформаційної та обчислювальної складності Оригінальний текст (англ.) [«In recognition of his seminal role in founding and advancing the field of Quantum Information and Quantum Computation, inventing entirely new ways of understanding fundamental quantum phenomena and thus connecting physics to branches of information and computational complexity. Dr. Bennett's work demonstrated that the notion of information illuminates in a fundamentally new way basic aspects of quantum theory. His major contributions in physics, in particular on the foundation of quantum mechanics and the physics of information, have strong implications on basic science as well as a potential for a future revolution in computational technology and cryptography»] Помилка: {{Lang}}: не вказано код мови (допомога) |
| Девід Ейзенберг                              | США                 | Біохімія                               | На відзнаку його внеску у розширення технічних меж кристалографії та встановлення структури амілоїдних фібрил Оригінальний текст (англ.) [«In recognition of his contribution, pushing the technical limits of crystallography, elucidating the structure of amyloid fibrils. Given the involvement of amyloid plaques in numerous diseases, including neurodegenerative disorders, understanding their structure has become a central goal of structural biology allied to medicine. Professor Eisenberg's achievements extend well beyond the specific systems he has worked on, and the structures he has solved. He contributed to the understanding of the fundamental properties of proteins, the basis of protein folding, how interactions among proteins occur, describing the phenomena of "domain swapping" and the predictions of function from sequence. His recent works on functional linkages between pairs of proteins includes vital medical application to the rare leprosy disease and to cancer»] Помилка: {{Lang}}: не вказано код мови (допомога) |
| 2009 рік                                     |                     |                                        | |
| Девід Болкомб                                | Велика Британія     | Генетика                               | На знак визнання його головної ролі у виявленні ключових функцій коротких молекул РНК та його великого впливу в науках про життя, де використовуються короткі РНК для поліпшення сільського господарства та терапевтичних засобів при таких основних захворюваннях, як рак, вірусні інфекції та нейродегенеративні розлади Оригінальний текст (англ.) [«In recognition of his seminal role in discovering the key function of short RNA molecules and his great influence in the life sciences, where short RNAs are exploited for improving agriculture and for therapeutic tools in major diseases such as cancer, viral infections, and neurodegenerative disorders»] Помилка: {{Lang}}: не вказано код мови (допомога) |
| Накамура Сюдзі                               | США Японія          | Матеріалознавство                      | На знак визнання його фундаментального внеску у створення нітридовмісних білих світлодіодів, які революціонізують енергоефективну систему освітлення Оригінальний текст (англ.) [«In recognition of his seminal contribution to nitride containing white light LEDs which revolutionize energy efficient lighting system»] Помилка: {{Lang}}: не вказано код мови (допомога) |
| 2010 рік                                     |                     |                                        | |
| Майкл Карін                                  | США                 | Біохімія                               | На знак визнання його новаторських досліджень, які призвели до розшифрування молекулярних механізмів, за допомогою яких клітини ссавців реагують на запальні цитокіни, екологічний стрес та різні патогенів Оригінальний текст (англ.) [«In recognition of his pioneering research that has led to the deciphering of the molecular mechanisms by which mammalian cells respond to inflammatory cytokines, environmental stress and various pathogens»] Помилка: {{Lang}}: не вказано код мови (допомога) |
| Олександр Поляков                            | Росія США           | Теоретична фізика                      | На знак визнання його численних внесків до революційних теорій, які сформували наше сучасне розуміння елементарних частинок і сил в природі Оригінальний текст (англ.) [«In recognition of his many contributions to the revolutionary theories that shaped our contemporary understanding of elementary particles and forces in nature»] Помилка: {{Lang}}: не вказано код мови (допомога) |
| 2011 рік                                     |                     |                                        | |
| Річард Френд                                 | Велика Британія     | Матеріалознавство                      | На знак визнання його видатного внеску в науку і техніку, які вже роблять вплив на напівпровідникову промисловість та наше життя Оригінальний текст (англ.) [«In recognition of his outstanding contributions to science and technology, which are already making an impact on the semi-conductor industry and our lives»] Помилка: {{Lang}}: не вказано код мови (допомога) |
| Джуда Перл                                   | Ізраїль США         | Інформатика                            | На знак визнання його фундаментальної роботи, що заторкнула безліч сфер сучасного життя Оригінальний текст (англ.) [«In recognition of his foundational work that has touched a multitude of spheres of modern life»] Помилка: {{Lang}}: не вказано код мови (допомога) |
| 2012 рік                                     |                     |                                        | |
| Ерік Лендер                                  | США                 | Геноміка                               | На знак визнання його значного внеску в галузі геноміки, як рушійної сили більшості основних досягнень у цій галузі Оригінальний текст (англ.) [«In recognition of his significant contributions to the field of genomics, as the driving force behind most of the major advances in this field. He has made important contributions by both developing methods to exploit the power of genetic information and leading large endeavors to identify and annotate entire genomes. Most notably he consolidated the efforts of the human genome project and first-authored the resulting historic manuscript. Prof. Lander also pioneered the analysis of the genetic components underlying complex diseases, including cancer»] Помилка: {{Lang}}: не вказано код мови (допомога) |
| Елі Яблонович                                | США                 | Фізика                                 | На знак визнання його новаторських відкриттів в області фотоніки, оптоелектроніки і напівпровідників Оригінальний текст (англ.) [«In recognition of his pioneering discoveries in the fields of photonics, optoelectronics, and semiconductors»] Помилка: {{Lang}}: не вказано код мови (допомога) |
| 2013 рік                                     |                     |                                        | |
| Пол Коркум                                   | Канада              | Фізика                                 | На знак визнання його плідного внеску в область аттосекундної фізики, що дозволяє описувати рух електрона в атомах і молекулах. Протягом більше двох десятиліть він був лідером і піонером у галузі надшвидкої лазерної спектроскопії, генеруючи потужні ідеї та експерименти. Здатність професора Коркума створювати інтуїтивні моделі для дуже складних явищ відігравала ключову роль у створенні аттосекундної спектроскопії Оригінальний текст (англ.) [«On recognition of his seminal contributions to the field of attosecond science, enabling resolving electronic motion in atoms and molecules. For more than two decades, he has been a leader and pioneer in the field of ultrafast laser spectroscopy, generating powerful insights and experiments. Prof. Corkum's ability to create intuitive models for very complex phenomena played the key role in establishing attosecond spectroscopy»] Помилка: {{Lang}}: не вказано код мови (допомога) |
| Джон Клейнберг                               | США                 | Інформатика                            | На знак визнання основоположного внеску та лідерства у розвитку нової науки про інформаційні мережі Оригінальний текст (англ.) [«In recognition of his seminal contributions to, and leadership in, the newly emerging science of information networks. This includes his groundbreaking work on the characterization of the structure of the World Wide Web in terms of hubs and authorities, his analysis of small-world phenomena, and his work on the propagation of influence in networks»] Помилка: {{Lang}}: не вказано код мови (допомога) |
| 2014 рік                                     |                     |                                        | |
| Джеймс Еллісон                               | США                 | Імунологія                             | На знак визнання його фундаментального внеску в імунологію та просування нових імунотерапевтичних засобів проти раку Оригінальний текст (англ.) [«In recognition of his fundamental contributions to immunology and of his advancement of new immunotherapeutic agents against cancer. Professor Ellison’s seminal achievements include the identification of the T-cell receptor and its co-stimulatory molecule CD28 and the discovery of a critical T-cell inhibitor CTLA-4. He was the driving force behind the development of an effective anti CTLA4 anti-tumor antibody. This groundbreaking achievement presents an innovative strategy of treating cancer patients with a new class of T-cell specific immunotherapeutic agents»] Помилка: {{Lang}}: не вказано код мови (допомога) |
| Райнгард Ґенцель                             | Німеччина           | Астрофізика                            | На знак визнання розробки багатьох нових наземних, повітряних і космічних інструментів, що дозволяють відстежувати рух зірок з безпрецедентною точністю надзвичайно близько до центру Галактики і таким чином, будучи першим, хто надав незаперечні докази існування масивної чорної діри у Галактичному центрі Оригінальний текст (англ.) [«In recognition of developing many novel ground, airborne and space-based instruments enabling the tracking of the motion of stars with unprecedented precision extremely close to the Galactic center and thus, to be the first to provide irrefutable evidence for the existence of massive black hole at the Galactic center»] Помилка: {{Lang}}: не вказано код мови (допомога) |
| 2015 рік                                     |                     |                                        | |
| Марк Кіршнер                                 | США                 | Ембріологія                            | На знак визнання його новаторських відкриттів, які створили нові напрямки в трьох фундаментальних галузях сучасної біології: ембріології, клітинному циклі та організації клітин Оригінальний текст (англ.) [«In recognition of his groundbreaking and pioneering discoveries which have opened new fields in three fundamental areas of modern biology: embryology, cell cycle and cell organization»] Помилка: {{Lang}}: не вказано код мови (допомога) |
| Іммануель Блох                               | Німеччина           | Квантова оптика                        | На знак визнання його фундаментального внеску в області взаємодії світла і речовини в квантових багаточастинкових системах Оригінальний текст (англ.) [«In recognition of his fundamental contributions in the field of light and matter interactions in quantum many-body systems»] Помилка: {{Lang}}: не вказано код мови (допомога) |
| 2016 рік                                     |                     |                                        | |
| Карл Дейссерот Петер Геґеманн                | США Німеччина       | Нейробіологія                          | За відкриття молекул опсину, що беруть участь у сприйнятті світла в мікроорганізмах, та їх новаторської роботи у використанні цих опсинів для розвитку «оптогенетики». Цей інноваційний підхід революціонізував нейробіологію, дозволяючи вивчати функціональність нейронів у живих тварин і зв'язок між нейронними ланцюгами та поведінкою Оригінальний текст (англ.) [«For their discovery of opsin molecules, involved in sensing light in microorganisms, and their pioneering work in utilizing these opsins to develop "optogenetics". This innovative approach has revolutionized neurobiology, enabling to study neuron functionality in live animals and the relationship between neural circuits and behavior»] Помилка: {{Lang}}: не вказано код мови (допомога) |
| Кіп Торн Райнер Вайс Рональд Древер          | США Велика Британія | Фізика                                 | За перше пряме виявлення гравітаційних хвиль, що підтверджує основний прогноз загальної теорії відносності Ейнштейна і відкриває нове вікно до Всесвіту Оригінальний текст (англ.) [«For the first direct detection of gravitational waves, confirming a central prediction of Einstein’s General Relativity and opening a new window to the Universe»] Помилка: {{Lang}}: не вказано код мови (допомога) |
| 2017 рік                                     |                     |                                        | |
| Тобін Маркс                                  | США                 | Хімія                                  | За його новаторські дослідження, що мають як фундаментальне, так і практичне значення, в областях каталізу, хімії органо-F-елементів, електронних і фотонних матеріалів та координаційної хімії, що суттєво вплинули на сучасну хімічну науку Оригінальний текст (англ.) [«For his ground-breaking research, of both fundamental and practical significance, in the areas of catalysis, organo-f-element chemistry, electronic and photonic materials, and coordination chemistry, which have strongly impacted contemporary chemical science»] Помилка: {{Lang}}: не вказано код мови (допомога) |
| Карла Шатц                                   | США                 | Нейробіологія                          | За її відкриття, що стосуються виникнення і функціонування мозкових ланцюгів для зору Оригінальний текст (англ.) [«For her discoveries concerning the emergence and function of brain circuits for vision»] Помилка: {{Lang}}: не вказано код мови (допомога) |
| 2018 рік                                     |                     |                                        | |
| Емманюель Шарпантьє Дженніфер Дудна Фен Чжан | Франція США         | Генетика                               | За великий внесок у розуміння ключових аспектів системи захисту бактерій CRISPR-Cas9 та її застосування як програмованих засобів редагування геному для клітин еукаріотів Оригінальний текст (англ.) [«For their remarkable contribution to the understanding of key aspects of the CRISPR-Cas9 bacterial defense system and its application as programmable genome editing tools for eukaryotic cells»] Помилка: {{Lang}}: не вказано код мови (допомога) |
| Христос Пападімітріу                         | Греція              | Інформатика                            | За його фундаментальний, новаторський, прозорливий та всебічний внесок у комп’ютерні науки через розробку теорії алгоритмів та складності та її зв’язок з фізичними та прикладними науками. Його внесок у заснування теорії алгоритмічних ігор, визначення центральних понять та ключових питань дозволив обґрунтувати фундаментальні результати Оригінальний текст (англ.) [«For his fundamental, pioneering, visionary and overarching contributions to Computer Science, via the development of the theory of algorithms and complexity, and its connections to the physical and applied sciences. His contribution in founding algorithmic game theory, defining central concepts and key questions allowed to prove fundamental results»] Помилка: {{Lang}}: не вказано код мови (допомога) |